# Comuna Balta Albă, Buzău
Balta Albă este o comună în județul Buzău, Muntenia, România, formată din satele Amara, Balta Albă (reședința), Băile și Stăvărăști.

## Așezare
Comuna se află în extremitatea nord-estică a județului, la limita cu județul Brăila. Pe teritoriul comunei există lacurile Amara și Balta Albă, ultimul constituind, împreună cu zona înconjurătoare, o rezervație naturală geologică și zoologică. Comuna este străbătută de șoseaua națională DN22, care leagă Râmnicu Sărat de Brăila.
Comuna este traversată și de calea ferată Făurei-Tecuci, pe care este deservită de halta de mișcare Balta Albă.

## Demografie
Componența etnică a comunei Balta Albă
     Români (88,52%)
     Alte etnii (0,57%)
     Necunoscută (10,9%)
Componența confesională a comunei Balta Albă
     Ortodocși (88,67%)
     Alte religii (0,14%)
     Necunoscută (11,19%)
Conform recensământului efectuat în 2021, populația comunei Balta Albă se ridică la 2.100 de locuitori, în scădere față de recensământul anterior din 2011, când fuseseră înregistrați 2.590 de locuitori. Majoritatea locuitorilor sunt români (88,52%), iar pentru 10,9% nu se cunoaște apartenența etnică. Din punct de vedere confesional, majoritatea locuitorilor sunt ortodocși (88,67%), iar pentru 11,19% nu se cunoaște apartenența confesională.

## Politică și administrație
Comuna Balta Albă este administrată de un primar și un consiliu local compus din 11 consilieri. Primarul, Ionel Marin[*], de la Partidul Social Democrat, este în funcție din 2016. Începând cu alegerile locale din 2024, consiliul local are următoarea componență pe partide politice:
|  | Partid                    | Consilieri | Componența Consiliului | Componența Consiliului | Componența Consiliului | Componența Consiliului | Componența Consiliului | Componența Consiliului |
|  | ------------------------- | ---------- | ---------------------- | ---------------------- | ---------------------- | ---------------------- | ---------------------- | ---------------------- |
|  | Partidul Social Democrat  | 6          |                        |                        |                        |                        |                        |                        |
|  | Partidul Național Liberal | 4          |                        |                        |                        |                        |                        |                        |
|  | Alianța Dreapta Unită     | 1          |                        |                        |                        |                        |                        |                        |

## Istorie
La sfârșitul secolului al XIX-lea, pe actualul teritoriu al comunei erau organizate comunele Amara, Grădiștea de Sus și Câineni, în plasa Gradiștea din județul Râmnicu Sărat. Comuna Amara era formată doar din satul omonim, având 612 locuitori; în comuna Amara funcționau o școală mixtă fondată în 1882 și o biserică datând din 1819. Comuna Grădiștea de Sus avea reședința în satul Balta Albă sau în satul Gradiștea de Sus, și era și reședința plășii Gradiștea. Comuna era formată din satele Gradiștea de Sus, Balta Albă, și Gradiștea de Sus Nouă, având în total 1592 de locuitori. În comună funcționau 2 biserici (una în Gradiștea de Sus, fondată în 1871 și alta în Balta Albă fondată în 1886, ambele de locuitori) și 2 școli de băieți (în aceleași două localități). Comuna Câineni, cu reședința în satul Stăvărăști, conținea și satele Maraloiu și Câineni, având în total 883 de locuitori. În comuna Câineni funcționa o școală de băieți cu 22 de elevi la Stăvărăști și două biserici (una la Stăvărăști construită în 1835 de Alex Bagdat și una în Câineni, zidită de pitarul Pantazi Bagdat în 1843).
În 1925, comunele din zonă au fost reorganizate, astfel comuna Balta Albă era arondată plășii Boldu, fiind formată doar din satul de reședință, cu 724 de locuitori, iar comunele Grădiștea de Jos și Grădiștea de Sus au fost unite în comuna Grădiștea. Comuna Amara conținea atunci și satul Maraloiu, transferat de la comuna Câineni.
În 1950, comuna Balta Albă a fost inclusă în raionul Râmnicu Sărat din regiunea Buzău și apoi (după 1952) din regiunea Ploiești, în vreme ce celelalte comune au fost arondate raionului Făurei din regiunea Galați. În 1968, o nouă reorganizare administrativă a dus la actuala configurație a comunei, care a fost de atunci inclusă în județul Buzău.
În comună se află și stațiunea balneoclimaterică de interes local, Balta Albă situată la o altitudine de 30 m, pe malul lacului cu același nume. Lacul Balta Albă este un liman fluviatil de circa 10 km2 și are apă minerală clorurată, slab sulfată, sodică, slab magneziană, hipotonă iar nămolul sapropelic cu deosebite proprietăți terapeutice este folosit și pentru extracția de "Pall-Amar" utilizat la produsele cosmetice și medicamente. Apele și nămolul lacului sunt indicate pentru tratarea unor afecțiuni reumatismale, posttraumatice, neurologice periferice, ginecologice, dermatologice etc. la 17 km de Balta Albă se află Câineni-Băi în apropiere de care se află lacul sărat cu același nume, cu o calitate a apelor apropiată de cea de la Balta Albă.

## Monumente istorice
Pe teritoriul comunei Balta Albă există trei obiective incluse pe lista monumentelor istorice din județul Buzău, toate de interes local, în zona satului Balta Albă. Două sunt situri arheologice: situl „La movilele gemene” (sau „La vad”), pe șoseaua spre Amara, aparținând culturii Cerneahov (secolele al II-lea–al IV-lea e.n.); și situl de la Balta Albă (aflat la 3 km vest de sat), cuprinzând încă o așezare și o necropolă aparținând aceleiași culturi. Cel de al treilea monument este casa Ștefan Popa, monument de arhitectură datând din 1925.

## Personalități născute aici
- Nicolae Vișan⁠(en)[traduceți] (1956 - 2017), jucător de hochei pe gheață.